# Sebi jesi meni nisi
Sebi jesi meni nisi drugi je studijski album hrvatskog black metal-sastava Pogavranjen. Sastav je samostalno objavio album 17. lipnja 2014. godine.

## Popis pjesama
Glazba: Matej Pećar.
| 1.    | »Tkivo svemira«                 | 1:59  |
| 2.    | »Barutana "Pogavranjen"/Orsang« | 6:22  |
| 3.    | »Ponoćni lov«                   | 9:12  |
| 4.    | »Jeziva suša«                   | 10:20 |
| 5.    | »Strigoi«                       | 13:22 |
| 41:15 |                                 |       |

## Zasluge
Pogavranjen
- Matej Pećar – gitara, bas-gitara, produkcija
- Denis Balaban – ritam gitara
- Niko Potočnjak – gitara, efekti
- Marko Domgjoni – sintesajzer, klavijature
- Ivan Eror – vokali
- Josip Vladić – bubnjevi

Dodatni glazbenici
- Dražen Dukat – dodatni vokali

Ostalo osoblje
- Vedran Rao Brlečić – snimanje, produkcija
- Hrvoje Nikšić – snimanje
- Marko Mikulić – naslovnica